# Жибарев, Николай Евгеньевич
Никола́й Евге́ньевич Жибарев (укр. Микола Євгенович Жибарєв; 7 сентября 1954, Киев) — украинский военачальник, контр-адмирал. Участвовал в несанкционированном переходе СКР-112 из Новоозёрного в Одессу под украинским флагом.

## Биография
Родился 7 сентября 1954 года в Киеве. Русский. Родители являются выходцами из Костромской области. Отец — военнослужащий, служил в Белой Церкви.
Окончил Высшее военно-морское училище имени М. В. Фрунзе в 1976 году. По окончании учёбы стал служить на флоте в должности командира боевой части на тральщике «Торпедист» в Крымской военно-морской базе, базировавшейся в посёлке Новоозёрное. Как командир инструкторского экипажа, в течение 1978—1979 годов, находился в командировке в Сирии. В 1989 году окончил Военную академию имени Фридриха Энгельса в Дрездене.
По возвращении из ГДР служил в 37-м дивизионе противолодочных кораблей КВМБ. В 1991 году стал начальником штаба 17-й бригады противолодочных кораблей. Начиная с января 1992 года в базе, где он проходил службу, разворачиваются события, связанные с принятием личного состава украинской присяги. 26 января 1992 года Жибарев вместе с другими военнослужащими базы принёс присягу Украине. Личный состав Черноморского флота, принявший присягу Украине испытывал давление со стороны руководства флота. По выходе из отпуска в начале июля 1992 года, новый командир бригады П. Калашников отстранил Жибарева от исполнения обязанностей. Данная атмосфера привела к тому, что 21 июля 1992 года капитан 2-го ранга Жибарев и командир корабля СКР-112 капитан-лейтенант Сергея Настенко возглавили несанкционированный переход корабля из Новоозёрного в Одессу с целью привлечения внимания к проблеме принявших присягу Украине. На данный поступок их подтолкнул пример перехода из Новоозёрного в Севастополь в апреле 1992 года, в знак протеста против украинизации базы, корабля МПК-116 под руководством Алексея Комиссарова.
Утром 21 июля СКР-112 поднял украинский флаг и направился в Одессу. СКР-112 преследовали другие корабли Черноморского флота и морская авиация, применяя к «беглецу» боевое оружие. Из Одессы на встречу кораблю направились два пограничных катера и гидросамолёты. После чего преследование корабля было прекращено и к вечеру СКР-112 прибыл в Одессу. Таким образом, СКР-112 стал первым кораблём ВМС Украины и в связи с этим он получил известность, а члены экипажа на Украине были названы героями. Командующий Черноморским флотом адмирал Игорь Касатонов пытался привлечь руководителей корабля к уголовной и материальной ответственности.
С 1994 года по 1997 год являлся командиром 1-й бригады надводных кораблей ВМС Украины. В 1999 году окончил Академию Вооружённых Сил Украины, после чего стал командиром 2-й бригады десантных кораблей. С 2001 года по 2003 год Жибарев занимал должность штаба эскадры разнородных сил ВМС Украины.
В феврале 2004 года стал начальником управления Морской охраны Государственной пограничной службы Украины. Во время аннексии Крыма, в марте 2014 года, вывел из Керчи 18 кораблей и 300 человек личного состава погранслужбы в Бердянск. С марта 2014 года возглавлял организацию охраны морского участка и поддержания боеготовности Мариупольского отряда морской охраны. С 2015 года в отставке. Основатель Ассоциации ветеранов ВМС Украины, руководитель Гражданского конгресса Украины.

## Награды
- Медаль «За боевые заслуги» (1980)[3]
- Знак отличия Министерства обороны «Доблесть и честь» (2000)[3]
- Орден Богдана Хмельницкого III степени (2013)[3]

## Личная жизнь
Жена родом со Львова. Сын Николай служит в пограничных войсках Украины.